# Félix Tisserand
François Félix Tisserand (n. 13 ianuarie 1845, la Nuits-Saint-Georges, Côte-d'Or - d. 20 octombrie 1896, la Paris) a fost un astronom francez.
A fost director al Observatorului din Toulouse (1873 -1878) apoi al Observatorului din Paris (1892-1896), membru al Academiei Franceze de Științe. A fost profesor de astronomie matematică la Facultatea de Științe din Paris, iar Henri Poincaré i-a succedat la moartea sa.
În 1892 a fost ales membru al Academiei Regale Suedeze de Științe. În același an, el i-a succedat lui Amédée Mouchez la conducerea Observatorului din Paris, și în calitate de președinte al Comitetului, a contribuit la dezvoltarea de hărți fotografice ale boltei cerești.
Sub conducerea sa, a fost făcută revizuirea catalogului de Lalande, după cum reiese din Annales de l'Observatoire de Paris. A supravegheat publicarea „Buletinului Astronomic” (în franceză: Bulletin astronomique) de la începuturilor sale și a contribuit la revistă cu mai multe articole.
A murit, pe neașteptate, în 1896, la Paris.

## Lucrări
- Recueil d'exercices sur le calcul infinitesimal
- Traité de mécanique Céleste, 4 volume (1889-1896).

## Omagieri
- Colegiul[8] din Nuits-Saint-Georges, orașul său natal, îi poartă numele.
- Un asteroid a fost numit 3663 Tisserand,[9] în onoarea sa.
- Craterul Tisserand, de pe Lună, a primit numele său, pentru a-l omagia.
- I se datorează parametrul care îi poartă numele.